# Lithocarpus kostermansii
Lithocarpus kostermansii är en bokväxtart som beskrevs av Engkik Soepadmo. Lithocarpus kostermansii ingår i släktet Lithocarpus och familjen bokväxter. IUCN kategoriserar arten globalt som starkt hotad. Inga underarter finns listade.